# Sandro Simonet
Pour les articles homonymes, voir Simonet.
Sandro Simonet, né le 5 juillet 1995, est un skieur alpin suisse spécialisé en slalom.
Champion du monde du Team Event 2019, champion olympique de la jeunesse 2012 en slalom et triple champion de Suisse du combiné.
Son frère Livio est également skieur alpin en Coupe du monde.

## Biographie
Né le 5 juillet 1995, Sandro Simonet fait ses débuts en course FIS en décembre 2010. En 2012 brille lors des Jeux olympiques de la jeunesse en y remportant trois médailles dont un titre en slalom. En 2013, il concourt pour la première fois en Coupe d'Europe, à l’occasion d’un slalom à Val di Fassa. Il doit attendre la saison 2016-2017 pour évoluer pour la première fois à l’échelon de la Coupe du monde et marque ses premiers points. Durant la saison suivante, il entre trois fois dans les points, décrochant même une huitième place lors du slalom de Kranjska Gora. Durant cette même saison, il gagne sa première épreuve de Coupe d’Europe, lors du combiné alpin de Sarntal.
En 2018, Sandro Simonet remporte, à Davos, son premier titre de champion de Suisse, en combiné, en devançant Loïc Meillard et Matthias Iten. La même année, il gagne également, à Meiringen, une médaille de bronze en slalom, battu par Ramon Zenhäusern et Marc Rochat. Il conserve son titre du combiné en 2019.
Lors des championnats du monde 2019, il remporte, avec Wendy Holdener, Aline Danioth, Andrea Ellenberger, Ramon Zenhäusern et Daniel Yule, le titre de champion du monde par équipes.
Le 31 janvier 2021, à Chamonix, il monte pour la première fois sur un podium de coupe du monde en se classant 3e du slalom alors qu'il ne s'était classé que 30e de la première manche. Remontant ainsi 28 places ce qui constitue un record pour un slalom en Coupe du monde.
Le 9 mars 2022, il se blesse au genou gauche lors d'une chute durant le slalom de Flachau. Il souffre d'une déchirure du ligament croisé antérieur ainsi que d'une lésion du ménisque interne, ce qui nécessite une opération.

## Palmarès

### Championnats du monde
| Édition / Épreuve     | Combiné | Team Event        |
| --------------------- | ------- | ----------------- |
| Mondiaux 2019 Åre     | 26e     | Or · (remplaçant) |
| Mondiaux 2021 Cortina | 26e     | 4e                |

### Coupe du monde
- Première course : 13 novembre 2016, slalom de Levi, 27ème
- Meilleur résultat : 3ème, slalom de Chamonix, 31 janvier 2021
- Meilleur classement général : 83e en 2019.
- 1 podium en 60 courses

| Saison/Classement | Général | Général | Slalom | Slalom | Combiné | Combiné |
| Saison/Classement | Class.  | Points  | Class. | Points | Class.  | Points  |
| ----------------- | ------- | ------- | ------ | ------ | ------- | ------- |
| 2016-2017         | 156e    | 4       | 60e    | 4      | -       | -       |
| 2017-2018         | 105e    | 32      | 35e    | 32     | -       | -       |
| 2018-2019         | 83e     | 69      | 36e    | 45     | 19e     | 24      |
| 2019-2020         | 102e    | 48      | 36e    | 48     | -       | -       |
| 2020-2021         | 79e     | 80      | 28e    | 80     | -       | -       |
| 2021-2022         | 134e    | 10      | 51e    | 10     | -       | -       |

### Coupe d'Europe
- Première course : 15 décembre 2013, slalom de Pozza, DNF1
- Meilleur résultat : victoire au combiné de Sarntal le 23 février 2017 et au slalom de Levi le 29 novembre 2018
- Meilleur classement général : 31ème en 2017
- 2 podiums en 69 courses

| Saison/Classement | Général | Général | Descente | Descente | Slalom | Slalom | Super G | Super G | Combiné | Combiné |
| Saison/Classement | Class.  | Points  | Class.   | Points   | Class. | Points | Class.  | Points  | Class.  | Points  |
| ----------------- | ------- | ------- | -------- | -------- | ------ | ------ | ------- | ------- | ------- | ------- |
| 2015-2016         | 100e    | 62      | 45e      | 7        | 42e    | 55     | -       | -       | -       | -       |
| 2016-2017         | 31e     | 263     | 62e      | 3        | 15e    | 160    | -       | -       | 4e      | 100     |
| 2017-2018         | 69e     | 121     | -        | -        | 21e    | 119    | 61e     | 2       | -       | -       |
| 2018-2019         | 58e     | 169     | -        | -        | 14e    | 169    | -       | -       | -       | -       |
| 2019-2020         | 187e    | 8       | -        | -        | -      | -      | 59e     | 8       | -       | -       |
| 2020-2021         | 115e    | 45      | -        | -        | 37e    | 45     | -       | -       | -       | -       |
| 2021-2022         | -       | -       | -        | -        | -      | -      | -       | -       | -       | -       |

### Nor-Am Cup
- 5 courses en février 2016, 2 slaloms et 3 géants
- Meilleur résultat : 4ème du slalom de Mont Saint-Anne

### Australian New Zealand Cup
- 3 courses en août 2018, 2 slaloms et 1 géant
- Meilleur résultat : 3ème du slalom de Coronet Peak

### Championnats du monde junior
| Édition / Épreuve     | Descente | Super G | Slalom géant | Slalom  | Combiné |
| --------------------- | -------- | ------- | ------------ | ------- | ------- |
| Mondiaux 2015 Hafjell | 31e      | 38e     | Abandon      | 9e      | 20e     |
| Mondiaux 2016 Sotchi  | 8e       | 16e     | 15e          | Abandon | Abandon |

### Jeux olympiques de la jeunesse d'hiver
Sandro Simonet brille lors de sa participation aux Jeux olympiques de la jeunesse d'hiver de 2012 en remportant trois médailles dont un titre.
| Édition / Épreuve  | Super G | Slalom géant | Slalom | Combiné |
| ------------------ | ------- | ------------ | ------ | ------- |
| JOJ 2012 Innsbruck | 11e     | Bronze       | Or     | Bronze  |

### Championnats de Suisse
Champion du combiné 2018
 Champion du combiné 2019
 Champion du combiné 2021
 Troisième du slalom 2018